# Брукс, Ван Вик
Ван Вик Брукс (англ. Van Wyck Brooks; 16 февраля 1886, Плейнфилд, Нью-Джерси — 2 мая 1963, Бриджуотер, штат Коннектикут) — американский литературный критик, биограф и историк.

## Биография

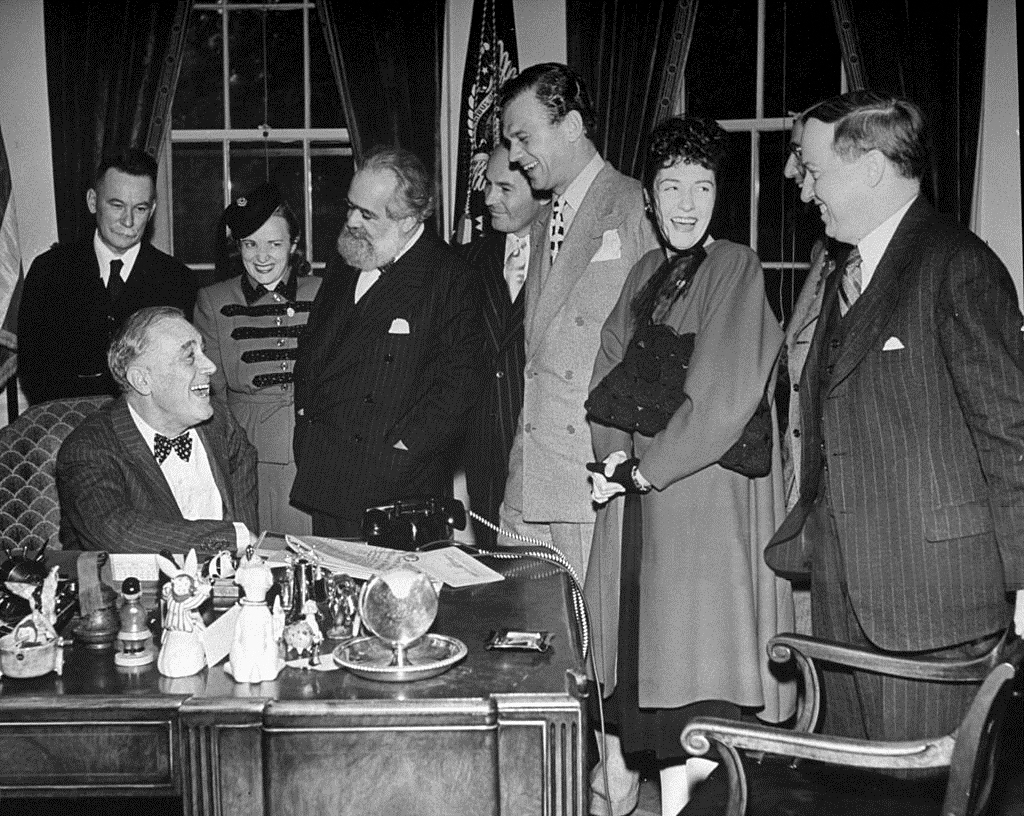
Члены независимого Комитета избирателей искусств и наук им. Рузвельта посещают Рузвельта в Белом доме (октябрь 1944). Слева направо: Ван Вик Брукс, Ханна Дорнер, Джо Дэвидсон, Ян Кепура, Джозеф Коттен, Дороти Гиш, д-р Харлоу Шепли

Брукс окончил Гарвардский университет в 1908 году. Будучи студентом, он опубликовал свою первую книгу, сборник стихов под названием «Стихи двух студентов», в соавторстве со своим другом Джоном Уилоком.
Самой известной работой Брукса является серия исследований под названием «Создатели и Искатели: История писателя в Америке», 1800—1915 (1952), в которой описывается развитие американской литературы в течение долгого 19-го века. Брукс разработал анекдотическую прозу с элементами биографии. За «Расцвет Новой Англии», 1815—1865 (1936) он выиграл вторую Национальную книжную премию от Американской Ассоциации Продавцов Книг, а в 1937 году получил Пулитцеровскую премию по истории. Книга также была отмечена в журнале «Лайф» в списке 100 выдающихся книг 1924—1944.
Среди его работ, книга «Испытание Марка Твена» (1920) посвящена анализу литературного пути Сэмюэла Клеменса. В 1925 году он издал перевод с французского биографии Генри Торо, написанную Леоном Базалгетта в 1920, под названием «Генри Торо, Бакалавр природы».
Был вице-президентом леворадикальной Лиги американских писаталей, однако вышел из неё после подписания пакта Молотова — Риббентропа.
В 1944 году Брукс был на обложке журнала Time.

## Награды

### Места, названные его именем
Исторический район, известный своими старинными зданиями в стиле Викторианской эпохи и Второй Французской Империи в городе Плейнфилд, в котором он родился, назван его именем.